# Памятник Будённому (Донецк)
Памятник Будённому установлен в Будённовском районе Донецка в честь Семёна Михайловича Будённого, советского военачальника, участника Гражданской войны, командующего Первой Конной армией, одного из первых Маршалов Советского Союза, трижды Героя Советского Союза, полного Георгиевского кавалера.
В конце 1919 года одна из групп Первой Конной Армии участвовала в захвате Юзовки (теперь Донецк) в боях деникинцами.
Памятник был установлен летом 1951 года, на площади носящей имя маршала. Первоначально его постамент был значительно выше, чем сохранившийся в настоящее время. В 2000-е годы памятник был отреставрирован и перенесён на пятьдесят метров после чего стал располагаться ближе ко входу городской больницы № 5.
Памятник уникален тем, что изображает Будённого пешим, в то время как другие памятники этому кавалеристу изображают его на коне.